# Hubert Charbonneau
Pour les articles homonymes, voir Charbonneau.
Hubert Charbonneau (né en 1936) est un démographe et professeur québécois.

## Biographie
Il obtient un baccalauréat (1956), et un M.A. (1958) en géographie de l’Université de Montréal. Il étudie ensuite à l’Institut de démographie de l’université de Paris (IDUP), qui lui décerne un diplôme (1960). Puis, il entreprend à l’Institut national d'études démographiques (INED), auprès de Louis Henry, des recherches qui le mènent au doctorat décerné par l’université de Paris (1969).
Il est ensuite professeur et chercheur spécialement en démographie historique (PRDH) à l’Université de Montréal, dès 1962.
Maintenant retraité et honoré du titre de professeur émérite du département de démographie de cette université, Hubert Charbonneau continue son apport en recherches historiques et généalogiques, et en résolution d'énigmes dans l'histoire des familles, y compris en France. Charbonneau a dénombré 56 Filles du Roy parmi ses ascendants.
Depuis 1989, il publie fréquemment ses découvertes dans les Mémoires de la Société généalogique canadienne-française. Par exemple :
- no 40 (1989)
  - Et pourtant français à 95 pour cent!
- no 41 (1990)
  - Pierre Joubert a-t-il vécu 113 ans?
  - Anne-Élisabeth de Tarragon.
- no 42 (1991)
  - Chauvin dit Sainte-Suzanne.
  - Les centenaires officiels du XIXe siècle.
- no 43 (1992)
  - Aux origines de la famille Chassé.
  - À propos de l'origine des pionniers arrivés de France.
  - La famille Chassé en France-Comté au XVIIe siècle.
  - Les varioleux de Saint-François-de-Sales en 1733. Le cas de Marie Lamarche.
- no 44 (1993)
  - Signification du lieu d'origine des colons en Nouvelle-France.
- no 45 (1994)
  - Paroisses d'origine de quelques pionniers du XVIIe siècle.
  - Aux origines des familles Huneault, Raynaud et Carbonneau.
  - Du nouveau sur les naufragés de l'Auguste
  - Les prétendus centenaires de la vallée laurentienne avant 1800.
- no 46 (1995)
  - Le palmarès de la longévité au Québec ancien.
  - Les grandes mortalités épidémiques avant 1760.
  - Aux origines de la famille Henry dit Henripin.
  - Lieu d'origine de quelques ancêtres : énigmes et solutions proposées.
- no 47 (1996)
  - Aux origines des familles Lalongé dit Gascon, Durand et Charbonneau.
  - Femmes de mœurs légères aux XVIIe siècle.
  - Les deux Jean Beauvais et les deux Jean Chevalier.
  - La recherche en France de l'origine de famille québécoises.
- no 48 (1997)
  - Croissez et multipliez-vous : les écarts familiaux au Québec ancien.
  - Du nouveau sur les naufragés de l'Auguste.
  - Lieux d'origine de quelques soldats du régiment de Carignan.
- no 49 (1998)
  - Lieux d'origine de quelques soldats des troupes de la Marine.
  - La famille canadienne du bienheureux André Grasset de Saint-Sauveur.
  - Une famille inconnue : les Baston.
  - Aux origines des familles Hade et Halde.
- no 50 (1999)
  - Vie et mort de François Hade.
  - La descendance de François Ade.
  - Un mariage insolite, infécond et invalide au Québec ancien.
- no 51 (2000)
  - Du Saint-Laurent au Mississippi : les compagnons d'Iberville.
- no 52 (2001)
  - Les Marseillais en Nouvelle-France.
- no 54 (2003)
  - La descendance de la Grande Recrue de 1653.

## Publications
- Hubert Charbonneau, éditeur. La Population du Québec : études rétrospectives. Montréal, Les éditions du Boréal Express, 1973. 112 p.
- Hubert Charbonneau. Vie et mort de nos ancêtres. Étude démographique. Montréal, Les Presses de l'Université de Montréal, 1975. 268 p. — Collection Démographie canadienne, no 3.
- Union internationale pour l'étude scientifique de la population. Les grandes mortalités : étude méthodologique des crises démographiques du passé. — Ouvrage publié sous la direction d'Hubert Charbonneau et André LaRose. (Première journée du Colloque international de démographie historique de Montebello (Canada), 8 octobre 1975). Liège (Belgique), Ordina Éditions, 1979. 373 p.
- Maria Luiza Marcilio et Hubert Charbonneau, éditeurs. Démographie historique. Rouen, Montréal et Paris, Publications de l'Université de Rouen, Les Presses de l'Université de Montréal et Presses universitaires de France, 1979. 215 p.
- Programme de recherche en démographie historique (PRDH). Du manuscrit à l'ordinateur : dépouillement des registres paroissiaux aux fins de l'exploitation automatique. — Ouvrage publié sous la direction d'Hubert Charbonneau et André LaRose. Québec, ministère des Affaires culturelles, 1980. xvi - 229 p. — Archives nationales du Québec, collection Études et recherches archivistiques, no 3.
- Programme de recherche en démographie historique (PRDH). Répertoire des actes de baptême, mariage, sépulture et des recensements du Québec ancien. — Ouvrage publié sous la direction d'Hubert Charbonneau et Jacques Légaré. Montréal, Les Presses de l'Université de Montréal.
  - Tranche XVIIe siècle : vol. 1 à 7, 1980, xxvi - 4094 p.
  - Tranche 1700-1729 : vol. 8 à 17, 1981 et 1982, xvi - 5938 p.
  - Tranche 1730-1749 : vol. 18 à 30, 1983 à 1985, xvi - 8332 p.
  - Tranche 1750-1765 : vol. 31 à 45, 1986 à 1988, xvi - 10904 p.
  - Recensements, documents divers et addendum 1700-1765 : vol. 46 et 47, 1990, xiv - 1182 p.
  - Tranche XVIIe siècle : vol. 1 à 7, deuxième édition revue et augmentée, 1991, xvi - 4230 p.
- Hubert Charbonneau, Bertrand Desjardins, André Guillemette, Yves Landry, Jacques Légaré et François Nault, avec la collaboration de Réal Bates et Mario Boleda. Naissance d'une population. Les Français établis au Canada au XVIIe siècle. Paris et Montréal, Presses universitaires de France, Les Presses de l'Université de Montréal, 1987. viii - 232 p. — INED, collection Travaux et documents, Cahier no 118. — Prix Lionel-Groulx 1987, décerné par l'Institut d'histoire de l'Amérique française.

Résumé dans : Interface, vol. 9, 1 (janvier-février 1988), pp. 24-29.
L'ouvrage fut aussi publié en anglais, sous le titre : The First French Canadians. Pioneers in the St.Lawrence Valley. Newark, Londres, et Toronto, University of Delaware Press and Associated University Presses, 1993. 236 p.

## Distinctions
- 1974 - Bourse Killam
- 1982 - Membre de la Société royale du Canada
- 1990 - Médaille J. B. Tyrrell en histoire[1]